# Себастьян (округ, Арканзас)
Шаблон:StateAbbr_ 35°35′39″ пн. ш. 94°15′29″ зх. д. / 35.594166666667° пн. ш. 94.258055555556° зх. д.
Округ Себастьян (англ. Sebastian County) — округ (графство) у штаті Арканзас, США. Ідентифікатор округу 05131.

## Історія
Округ утворений 1851 року.

## Демографія
За даними перепису 
2000 року 
загальне населення округу становило 115071 осіб, зокрема міського населення було 90754, а сільського — 24317.
Серед мешканців округу чоловіків було 56140, а жінок — 58931. В окрузі було 45300 домогосподарств, 30723 родин, які мешкали в 49311 будинках.
Середній розмір родини становив 3,04.
Віковий розподіл населення поданий у таблиці:
| Стать    | До 15 років | 15-21 | 22-29 | 30-39 | 40-49 | 50-65 | 65-85 | Понад 85 |
| -------- | ----------- | ----- | ----- | ----- | ----- | ----- | ----- | -------- |
| Чоловіки | 12675       | 5723  | 6290  | 8689  | 8428  | 8442  | 5348  | 545      |
| Жінки    | 12143       | 5479  | 6222  | 8424  | 8524  | 9125  | 7609  | 1405     |

## Суміжні округи
- Кроуфорд — північ
- Франклін — схід
- Логан — південний схід
- Скотт — південь
- Лефлор, Оклахома — південний захід
- Секвоя, Оклахома — північний захід

## Виноски
1. ↑  U.S. Decennial Census. United States Census Bureau. Процитовано 27 серпня 2015.
2. ↑  Historical Census Browser. University of Virginia Library. Архів оригіналу за 11 серпня 2012. Процитовано 27 серпня 2015.
3. ↑  Forstall, Richard L., ред. (27 березня 1995). Population of Counties by Decennial Census: 1900 to 1990. United States Census Bureau. Процитовано 27 серпня 2015.
4. ↑  Census 2000 PHC-T-4. Ranking Tables for Counties: 1990 and 2000 (PDF). United States Census Bureau. 2 квітня 2001. Процитовано 27 серпня 2015.
5. ↑  State & County QuickFacts. United States Census Bureau. Архів оригіналу за 22 липня 2011. Процитовано 19 травня 2014. [Архівовано 2011-07-22 у Wayback Machine.](англ.) Наведено за англійською вікіпедією.
6. ↑  American FactFinder. Бюро перепису населення США. Архів оригіналу за 26 лютого 2012. Процитовано 31 січня 2008. [Архівовано 2008-05-21 у Wayback Machine.]

| США | Це незавершена стаття з географії США. Ви можете допомогти проєкту, виправивши або дописавши її. |